# Harry Lloyd
Harry Lloyd, född 17 november 1983 i London, är en brittisk skådespelare. Känd för rollen som Will Scarlett i BBC:s storsatsning Robin Hood från 2006 och som Viserys Targaryen i Game of Thrones.
Han är barnbarns barnbarn till den viktorianska författaren Charles Dickens genom sin mor, som är dotter till Peter Gerald Charles Dickens, och barnbarnsbarn till advokaten Henry Fielding Dickens.

## Filmografi
- 1999 - David Copperfield - Ung Steerforth
- 2002 - Goodbye, Mr. Chips - Ung Rivers
- 2005 - M.I.T.: Murder Investigation Team - Matt Pattinson
- 2005 - The Bill - Matt Richie
- 2006 - Holby City - Damon Hughes
- 2006 - Vital Signs - Jason Bradley
- 2006 - Genie in the House - Nev
- 2006-2007 - Robin Hood - Will Scarlett
- 2007 - Doctor Who - Jeremy Baines
- 2008 - Heroes and Villains - Lucas
- 2008 - Devil's Mistress - Prins Rupert (1 avsnitt)
- 2009 - Lewis - Peter (1 avsnitt)
- 2009 - Oscar & Jim - Gerry
- 2009 - Taking The Flak - Alexander Taylor-Pierce (5 avsnitt)
- 2009-2011 Game of Thrones - Viserys Targaryen
- 2011 - Jane Eyre - Richard Mason
- 2011 – Järnladyn – Denis Thatcher som ung
- 2014 - The Theory of Everything - Brian
- 2025 – Prime Target (TV-serie)
- 2025 – Jack Wrights testamente (TV-serie)